# Chilton Trinity
Chilton Trinity est une paroisse civile et un village du Somerset, en Angleterre.